# Edith Lagos
Edith Lagos Sáez (* 27. November 1962 in Ayacucho, Peru; † 3. September 1982 im Distrikt Ocobamba, Provinz Chincheros, Region Apurímac, Peru) war Mitglied des maoistischen „Leuchtenden Pfades“ (Sendero Luminoso) in Peru. Nach ihrem Tod in einem Gefecht während des Bewaffneten Konfliktes in Peru erhielt sie erhebliche mediale Aufmerksamkeit als junge Frau, die im Kampf starb.

## Leben
Edith Lagos Sáez wurde 1962 in der Stadt Huamanga (Ayacucho) als Tochter eines Kaufmannes geboren. Sie war das sechste Kind von sieben Geschwistern. Edith besuchte eine von Nonnen betriebene Schule, wo sie unter anderem Rezitation, Tanzen und Klavierspielen lernte. Sie entwickelte ein starkes Interesse an sozialen Fragen und engagierte sich in der Schülerbewegung. In ihrem letzten Jahr an der Sekundarschule trat sie dem Schülerkomitee in Huamanga CCUMES (Comité Coordinador y Unificador del Movimiento Estudiantil Secundario) bei. Zu ihrer weiteren Politisierung trug auch die blutige Niederschlagung von Protesten in Cangallo bei Huamanga im Jahre 1978 bei, wo mehrere Schüler von Sicherheitskräften getötet wurden. 1979 zog Edith Lagos nach Lima, um dort an der Universidad de San Martín de Porres (USMP) Rechtswissenschaften zu studieren. Bereits im Mai 1980 kehrte sie jedoch nach Huamanga zurück, schloss sich dort einer städtischen Einheit von Sendero Luminoso an und nahm an einigen von deren ersten Aktionen zu Beginn des Bewaffneten Konfliktes in Peru teil. Am 24. Dezember 1980 wurde sie festgenommen und ihr vorgeworfen, an mehreren Anschlägen mit Dynamit beteiligt gewesen zu sein.
Einen Tag nach ihrer Festnahme wurde sie öffentlich vorgeführt. Ein Foto davon sollte später in der Fotoausstellung Yuyanapaq („Um zu erinnern“) der Kommission für Wahrheit und Versöhnung gezeigt werden. Kurzzeitig wurde sie nach Lima gebracht, um dann wieder ins Gefängnis von Huamanga zurückzukehren. Hier saß sie zusammen mit der Senderistin Carlota Tello Cutti (1960–1984) ein und warb unter den Gefangenen für Sendero Luminoso. Am 25. Juli 1981 gewann sie mit einem Gedicht unter einem Pseudonym bei einem Dichterwettbewerb des Nationalen Kulturinstituts Ayacucho (Instituto Nacional de Cultura de Ayacucho) den ersten Platz. Am 3. März 1982 gelang es Sendero Luminoso, ein Loch in das Gefängnis von Ayacucho zu sprengen, so dass 304 Gefangene entkamen, unter ihnen ungefähr 70 Senderisten einschließlich Edith und Carlota.
Kurz darauf begaben sich Edith Lagos und Carlota Tello nach Andahuaylas, um dort die Reihen des Leuchtenden Pfades zu stärken. Am 18. Juli 1982 nahmen beide an der Einnahme von Ocobamba durch Sendero Luminoso teil, wobei auf Seiten des Gegners ein Mann der Guardia Civil starb. Am 3. September 1982 fiel Edith Lagos im Alter von 19 Jahren bei einem Gefecht mit der Peruanischen Nationalpolizei, nachdem sie mit Kameraden versucht hatte, eine Polizeipatrouille in einen Hinterhalt zu locken.
Es gibt eine Darstellung, nach welcher der Lebensgefährte von Edith Lagos ihr Fahrstunden gab. Als sie gemeinsam versuchten, einen Lieferwagen zu stehlen, wurde sie hiernach von der Polizei erschossen, während ihr Lebensgefährte entkam. Nach einer anderen Darstellung soll sie nach ihrer Gefangennahme exekutiert worden sein.
Die Leiche von Edith Lagos wurde in die Stadt Ayacucho überführt, wo sie unter großer öffentlicher Teilnahme beigesetzt wurde.
Ihr Grabstein wurde später von der Todesschwadron Rodrigo Franco in die Luft gesprengt.

## Rezeption
In den peruanischen Zeitungen wurde 1982 laut dem Bericht der Kommission für Wahrheit und Versöhnung von 2003 das Schicksal von Edith Lagos, deren früher Tod ihre Kriminalität relativierte, als tragisch dargestellt und eher ihr Rebellentum und weniger ihre politischen Positionen hervorgehoben. Ausführlich wurden vom Begräbnis auch Details ihres Sarges und des blutigen Totengewandes dargestellt. In den Tageszeitungen El Diario und La República wurde die Darstellung wiedergegeben, dass Edith Lagos nach ihrer Gefangennahme ermordet worden sei, und eine eingehende Untersuchung gefordert. Im Expreso vom 12. September 1982 wurde dem widersprochen, doch wurde Edith Lagos als Guerrillera und nicht als Terroristin bezeichnet. Auffällig war die unterschiedliche Darstellung der „tragischen“ Person Edith Lagos aus bürgerlichem Elternhaus und der „grausamen“ und „erfahrenen“ Carlota Tello, die einer bäuerlichen Familie aus Cahua in der Provinz Angaraes entstammte. Auch in Interviews der Kommission für Wahrheit und Versöhnung wird die als Kommandantin „Marcela“ oder „Carla“ auftretende Carlota als besonders grausam dargestellt. Carlota Tello wurde am 14. November 1984 gefangen genommen. Anders als bei Edith Lagos gibt es im Falle Carlota Tello Berichte, dass sie als Gefangene im Hauptquartier des militärischen Kommandos in Huamanga, Los Cabitos, mit ihren Kameraden kurz vor Weihnachten 1984 hingerichtet wurde. Carlotas Tod war damals jedoch kein Thema in der Presse, und auch Sendero Luminoso hielt sie im Gegensatz zu Edith Lagos nicht in Erinnerung. So sollte es noch zwei Jahrzehnte dauern, bis Carlota Tellos Ende öffentlich aufgeklärt wurde – allerdings bis heute ohne genaue Angabe des Todesdatums. Fotos von Edith Lagos, darunter von ihrer öffentlichen Vorführung 1980 und von ihrer Beerdigung 1982, wurden dagegen auch in der Ausstellung Yuyanapaq („Um zu erinnern“) der Kommission für Wahrheit und Versöhnung (2003 bis 2005) gezeigt.
Im politischen Klima von 2021 spielt die Darstellung von Edith Lagos als Terroristin eine Hauptrolle. So wurde dem Politiker Guido Bellido von der linken Partei Perú Libre, der vom 29. Juli 2021 bis zum 6. Oktober 2021 unter Pedro Castillo peruanischer Ministerpräsident war, vorgeworfen, 2017 Edith Lagos auf Facebook geehrt zu haben, was nach peruanischem Recht wegen „Rechtfertigung des Terrorismus“ eventuell als Straftat aufgefasst werden könnte.